# Blood of the Nations
《Blood of the Nations》는 독일의 헤비 메탈 밴드 억셉트의 열두 번째 스튜디오 음반이다. 이 음반은 1996년 《Predator》 이후 이 밴드의 첫 스튜디오 음반이며 보컬리스트 마크 토르니요와 드러머 스테판 슈바르츠만이 참여한 첫 음반이다. 이 음반은 《Eat the Heat》 (1989년) 이후 우도 디르크슈나이더가 보컬에 참여하지 않은 첫 번째 억셉트 음반이며, 《Balls to the Wall》 (1983년) 이후 기타리스트 헤르만 프랑크가 참여한 첫 번째 음반이다.

## 반응
| 전문가 평가                   | 전문가 평가 |
| 평가 점수                     | 평가 점수   |
| 출처                          | 점수        |
| ----------------------------- | ----------- |
| About.com                     | [ 1 ]       |
| AllMusic                      | [ 2 ]       |
| Blabbermouth.net              | 8.5/10      |
| Brave Words & Bloody Knuckles | 8.5/10      |
| Classic Rock                  | [ 5 ]       |
| Metal Hammer (GER)            | 6/7         |
| Rock Hard                     | 9.0/10      |

《Blood of the Nations》는 발매 이후 긍정적인 평가를 받았다. Blabbermouth.net의 리뷰어 스콧 알리소글루는 《Blood of the Nations》가 "전통적인 헤비 메탈 팬들이 필요로 하는 팔에 주사"라며 긍정적으로 평가했고, 음반에 10점 만점에 8.5점을 줬다. 이 음반은 또한 musicreview.co.za으로부터 긍정적인 평가를 받았는데, 리뷰어 세르히오 페레이라는 "이것은 라디오 친화적인 3분 싱글에 대한 것이 아니라, 《Blood of the Nations》는 메탈 콜드 하드 메탈에 대한 것이다"라고 말했고, 음반 트랙 〈Pandemic〉에 있는 솔로와 같은 1분 길이의 솔로는 현재 음악에서 드물다고 언급했다.
《Blood of the Nations》는 독일 음반 차트에서 4위로 데뷔하여 《Russian Roulette》 (1986년) 이후 억셉트의 첫 번째 최고 차트 순위이자 두 번째로 높은 차트 순위(2014년 음반 《Blind Rage》가 1위로 데뷔)를 기록했다. 이 음반은 또한 《Eat the Heat》 (1989년) 이후 빌보드 200에 진입한 첫 번째 음반이었지만, 187위로 정점을 찍으며 현재까지 밴드의 가장 낮은 차트 순위가 되었다.

## 곡 목록
모든 곡들은 특별한 언급이 없는 한 울프 호프만, 마크 토르니요 그리고 피터 발테스에 의해 작사/작곡하였다.
| #   | 제목                     | 작사·작곡               | 재생 시간 |
| --- | ------------------------ | ----------------------- | --------- |
| 1.  | 〈Beat the Bastards〉    |                         | 5:24      |
| 2.  | 〈Teutonic Terror〉      |                         | 5:13      |
| 3.  | 〈The Abyss〉            |                         | 6:53      |
| 4.  | 〈Blood of the Nations〉 |                         | 5:37      |
| 5.  | 〈Shades of Death〉      |                         | 7:32      |
| 6.  | 〈Locked and Loaded〉    |                         | 4:28      |
| 7.  | 〈Kill the Pain〉        |                         | 4:43      |
| 8.  | 〈Rolling Thunder〉      | 헤르만 프랭크, 토르니요 | 4:54      |
| 9.  | 〈Pandemic〉             |                         | 5:36      |
| 10. | 〈New World Comin'〉     |                         | 4:50      |
| 11. | 〈No Shelter〉           |                         | 6:04      |
| 12. | 〈Bucket Full of Hate〉  |                         | 5:12      |